# 1227
Il 1227 (MCCXXVII in numeri romani) è un anno  del XIII secolo.

## Eventi
- 18 marzo - Muore Papa Onorio III. Gli succede Papa Ugolino dei conti di Segni che prende il nome di Gregorio IX.
- 23 marzo - Gregorio IX scomunica Federico II di Svevia.
- 22 giugno - Battaglia di Bornhöved: Adolfo IV di Schaumburg, conte di Holstein, sconfigge Valdemaro II, re di Danimarca.
- 22 luglio - Lubecca e i principi della Germania settentrionale sconfiggono i danesi guidati dal Re Valdemaro II nella battaglia di Bornhöved, sostituendo il loro predominio commerciale a quello danese nel Baltico.
- 28 luglio - Battaglia di Ane: un esercito di contadini armati con gli arnesi di lavoro sconfigge le truppe del vescovo-principe di Utrecht composte da aristocratici guerrieri di professione bene armati, negli attuali Paesi Bassi.
- 24 novembre - Il principe Leszek il Bianco del Granducato dei Piasti viene assassinato a Gąsawa durante un'assemblea dei nobili Piasti.

## Nati
- 29 giugno - Hōjō Tokiyori, militare giapponese († 1263)
- 29 settembre - Gertrude di Altenberg, badessa tedesca († 1297)
- 30 settembre - Papa Niccolò IV, papa, vescovo cattolico e cardinale italiano († 1292)
- Guglielmo II d'Olanda, sovrano († 1256)
- Guido Novello Guidi, condottiero e politico italiano († 1293)
- Huehue Huitzilihuitl († 1299)
- Pietro Pascasio, vescovo cattolico e santo spagnolo († 1300)
- Pietro da Treia, beato italiano († 1304)
- Vladislao di Boemia († 1247)
- Elisabetta di Wittelsbach, regina († 1273)

## Morti
- 28 gennaio - Enrico Borwin I di Meclemburgo, sovrano tedesco
- 18 marzo - Papa Onorio III, papa, vescovo cattolico e cardinale italiano
- 7 aprile - Beatrice di Chalon, contessa
- 21 aprile - Rinaldo di Dammartin, conte
- 28 aprile - Enrico V del Palatinato, conte tedesco
- 30 maggio - Guala Bicchieri, cardinale e diplomatico italiano
- 23 luglio - Qiu Chuji, esploratore cinese (n. 1148)
- 28 luglio - Otto II di Lippe, vescovo cattolico e abate olandese
- 1º agosto - Shimazu Tadahisa, militare giapponese
- 18 agosto - Gengis Khan, condottiero mongolo (n. 1162)
- 11 settembre - Ludovico IV di Turingia, nobile tedesco (n. 1200)
- 11 settembre - Oliviero di Paderborn, cardinale, vescovo cattolico e predicatore tedesco
- 25 settembre - Niccolò Chiaramonte, cardinale e vescovo cattolico italiano
- 30 settembre - Corrado di Urach, abate, vescovo cattolico e cardinale tedesco
- 4 ottobre - Abd Allah al-'Adil, califfo berbero
- 10 ottobre - Domno di Montalcino, religioso e santo italiano
- 10 ottobre - Daniele Fasanella, presbitero e francescano italiano
- 13 ottobre - Minamoto no Michitomo, poeta giapponese (n. 1171)
- 11 novembre - Al-Malik al-Mu'azzam Sharaf al-Din 'Isa, sultano curdo (n. 1176)
- 23 novembre - Leszek I di Polonia, polacco (n. 1186)
- 23 novembre - Stefano di Ceccano, cardinale italiano
- Joci, mongolo
- Ken Arok, sovrano (n. 1182)
- Luca Campano, arcivescovo cattolico e abate italiano (n. 1140)
- Marco I Sanudo, duca
- Suleyman Shah, ottomano (n. 1166)
- Gregorio Theodoli, cardinale italiano

## Calendario
| Calendario 1227 | Calendario 1227 | Calendario 1227 | Calendario 1227 | Calendario 1227 | Calendario 1227 | Calendario 1227 | Calendario 1227 | Calendario 1227 | Calendario 1227 | Calendario 1227 | Calendario 1227 | Calendario 1227 | Calendario 1227 | Calendario 1227 | Calendario 1227 | Calendario 1227 | Calendario 1227 | Calendario 1227 | Calendario 1227 | Calendario 1227 | Calendario 1227 | Calendario 1227 | Calendario 1227 | Calendario 1227 | Calendario 1227 | Calendario 1227 | Calendario 1227 | Calendario 1227 | Calendario 1227 | Calendario 1227 | Calendario 1227 | Calendario 1227 |
| --------------- | --------------- | --------------- | --------------- | --------------- | --------------- | --------------- | --------------- | --------------- | --------------- | --------------- | --------------- | --------------- | --------------- | --------------- | --------------- | --------------- | --------------- | --------------- | --------------- | --------------- | --------------- | --------------- | --------------- | --------------- | --------------- | --------------- | --------------- | --------------- | --------------- | --------------- | --------------- | --------------- |
|                 | 1               | 2               | 3               | 4               | 5               | 6               | 7               | 8               | 9               | 10              | 11              | 12              | 13              | 14              | 15              | 16              | 17              | 18              | 19              | 20              | 21              | 22              | 23              | 24              | 25              | 26              | 27              | 28              | 29              | 30              | 31              |                 |
| Gennaio         | Ve              | Sa              | Do              | Lu              | Ma              | Me              | Gi              | Ve              | Sa              | Do              | Lu              | Ma              | Me              | Gi              | Ve              | Sa              | Do              | Lu              | Ma              | Me              | Gi              | Ve              | Sa              | Do              | Lu              | Ma              | Me              | Gi              | Ve              | Sa              | Do              |                 |
| Febbraio        | Lu              | Ma              | Me              | Gi              | Ve              | Sa              | Do              | Lu              | Ma              | Me              | Gi              | Ve              | Sa              | Do              | Lu              | Ma              | Me              | Gi              | Ve              | Sa              | Do              | Lu              | Ma              | Me              | Gi              | Ve              | Sa              | Do              |                 |                 |                 |                 |
| Marzo           | Lu              | Ma              | Me              | Gi              | Ve              | Sa              | Do              | Lu              | Ma              | Me              | Gi              | Ve              | Sa              | Do              | Lu              | Ma              | Me              | Gi              | Ve              | Sa              | Do              | Lu              | Ma              | Me              | Gi              | Ve              | Sa              | Do              | Lu              | Ma              | Me              |                 |
| Aprile          | Gi              | Ve              | Sa              | Do              | Lu              | Ma              | Me              | Gi              | Ve              | Sa              | Do              | Lu              | Ma              | Me              | Gi              | Ve              | Sa              | Do              | Lu              | Ma              | Me              | Gi              | Ve              | Sa              | Do              | Lu              | Ma              | Me              | Gi              | Ve              |                 |                 |
| Maggio          | Sa              | Do              | Lu              | Ma              | Me              | Gi              | Ve              | Sa              | Do              | Lu              | Ma              | Me              | Gi              | Ve              | Sa              | Do              | Lu              | Ma              | Me              | Gi              | Ve              | Sa              | Do              | Lu              | Ma              | Me              | Gi              | Ve              | Sa              | Do              | Lu              |                 |
| Giugno          | Ma              | Me              | Gi              | Ve              | Sa              | Do              | Lu              | Ma              | Me              | Gi              | Ve              | Sa              | Do              | Lu              | Ma              | Me              | Gi              | Ve              | Sa              | Do              | Lu              | Ma              | Me              | Gi              | Ve              | Sa              | Do              | Lu              | Ma              | Me              |                 |                 |
| Luglio          | Gi              | Ve              | Sa              | Do              | Lu              | Ma              | Me              | Gi              | Ve              | Sa              | Do              | Lu              | Ma              | Me              | Gi              | Ve              | Sa              | Do              | Lu              | Ma              | Me              | Gi              | Ve              | Sa              | Do              | Lu              | Ma              | Me              | Gi              | Ve              | Sa              |                 |
| Agosto          | Do              | Lu              | Ma              | Me              | Gi              | Ve              | Sa              | Do              | Lu              | Ma              | Me              | Gi              | Ve              | Sa              | Do              | Lu              | Ma              | Me              | Gi              | Ve              | Sa              | Do              | Lu              | Ma              | Me              | Gi              | Ve              | Sa              | Do              | Lu              | Ma              |                 |
| Settembre       | Me              | Gi              | Ve              | Sa              | Do              | Lu              | Ma              | Me              | Gi              | Ve              | Sa              | Do              | Lu              | Ma              | Me              | Gi              | Ve              | Sa              | Do              | Lu              | Ma              | Me              | Gi              | Ve              | Sa              | Do              | Lu              | Ma              | Me              | Gi              |                 |                 |
| Ottobre         | Ve              | Sa              | Do              | Lu              | Ma              | Me              | Gi              | Ve              | Sa              | Do              | Lu              | Ma              | Me              | Gi              | Ve              | Sa              | Do              | Lu              | Ma              | Me              | Gi              | Ve              | Sa              | Do              | Lu              | Ma              | Me              | Gi              | Ve              | Sa              | Do              |                 |
| Novembre        | Lu              | Ma              | Me              | Gi              | Ve              | Sa              | Do              | Lu              | Ma              | Me              | Gi              | Ve              | Sa              | Do              | Lu              | Ma              | Me              | Gi              | Ve              | Sa              | Do              | Lu              | Ma              | Me              | Gi              | Ve              | Sa              | Do              | Lu              | Ma              |                 |                 |
| Dicembre        | Me              | Gi              | Ve              | Sa              | Do              | Lu              | Ma              | Me              | Gi              | Ve              | Sa              | Do              | Lu              | Ma              | Me              | Gi              | Ve              | Sa              | Do              | Lu              | Ma              | Me              | Gi              | Ve              | Sa              | Do              | Lu              | Ma              | Me              | Gi              | Ve              |                 |